# Dietrich Strothmann
Dietrich Strothmann (* 2. Juli 1927 in Berlin; † 16. März 2016) war ein deutscher Journalist. Er verfasste viele Berichte über NS-Prozesse in der Bundesrepublik Deutschland und zum Holocaust.

## Leben
Strothmann wurde 1927 als Sohn eines Lehrers und einer Pastorentochter in Berlin geboren. Sein Vater war Mitglied der NSDAP und arbeitete später als Direktor einer Gewerbeschule in Berlin und mit dem Titel Oberschulrat in Breslau.
Strothmann wuchs im Arbeiterbezirk Berlin-Gesundbrunnen auf und besuchte die Gontard-Oberschule für Jungen. Er war Mitglied der Hitlerjugend. Während des Zweiten Weltkrieges wurde er als Flakhelfer, zum Reichsarbeitsdienst und als Soldat herangezogen. Er studierte nach der Kriegsgefangenschaft und dem Abitur Geschichte, Germanistik, Kunstgeschichte und Publizistik an der Westfälischen Wilhelms-Universität in Münster und wurde 1958 an der Philosophischen Fakultät mit der Dissertation Das System der nationalsozialistischen Schrifttumspolitik. Ein Beitrag zur Publizistik im 3. Reich zum Dr. phil. promoviert; 1985 erschien das Werk in der vierten Auflage.
1959 wurde er politischer Redakteur bei der Neuen Ruhr Zeitung in Essen; 1961 wechselte er zur Wochenzeitung Die Zeit in Hamburg. Dort war er bis 1989 Redakteur im Politik-Ressort. Er war Prozessbeobachter in zahlreichen Prozessen gegen NS-Verbrecher in der BRD u. a. bei den Auschwitzprozessen in Frankfurt am Main und im Majdanek-Prozess in Düsseldorf.

## Auszeichnungen
- 1964: Theodor-Wolff-Preis

## Schriften (Auswahl)
- Nationalsozialistische Literaturpolitik. Ein Beitrag zur Publizistik im 3. Reich (= Abhandlungen zur Kunst-, Musik- und Literaturwissenschaft, Band 13, Bibliothek des Börsenvereins des Deutschen Buchhandels e. V. Frankfurt am Main), Bouvier, Bonn 1960, DNB 454938004; 4. Auflage, Bonn 1985, ISBN 3-416-00190-7.
- mit Erich Lüth: Leben, Kampf und Tod im Ghetto Warschau. Ansprachen zur Ausstellung in Hamburg am 6. April 1964 (= Schriftenreihe der Neuen Gesellschaft, Heft 3). Kuratorium für staatsbürgerliche Bildung, Neue Gesellschaft, Vereinigung für Politische Bildung e. V., Hamburg 1964, DNB 452734908.
- hrsg.: Die Bundespräsidenten. Das Amt, die Staatsoberhäupter, die Bewerber 1994 (= Zeit-Punkte 1992 - 2004, 1994, Nr. 2). Zeitverlag Bucerius, Hamburg 1994, DNB 943505348.